# Ardisia pingbienensis
Ardisia pingbienensis är en viveväxtart som beskrevs av Yuen P. Yang. Ardisia pingbienensis ingår i släktet Ardisia och familjen viveväxter. Inga underarter finns listade i Catalogue of Life.